# Đơn vị quốc tế
đơn vị quốc tế (tiếng Anh: International Unit) viết tắt là IU hoặc UI, là một đơn vị đo lường cho các giá trị của một chất (lượng chất, thể tích, khối lượng...) dựa trên tác động sinh học của chất đó. Nó là từ viết tắt tùy theo ngôn ngữ của người dùng, là IU đối với tiếng Anh, hoặc UI đối với tiếng Tây Ban Nha là Unidad Internacional, hoặc tiếng Pháp: Unité Internationale hay tiếng Ý: Unità Internazionale, hoặc viết là IE theo tiếng Đức: Internationale Einheit hay tiếng Hà Lan: Internationale Eenheid và một số hình thức khác (ME là cách viết trong tiếng Nga: международная единица [mezhdunarodnaya yedinitsa] hay NE, nemzetközi egység trong tiếng Hungari). Đây là đơn vị sử dụng để định lượng đơn vị cho vitamin, hormone, một số loại thuốc, vắc xin, sản phẩm máu và các chất sinh học tương tự.
Nhiều tác nhân sinh học tồn tại trong các hình thức khác nhau (ví dụ như vitamin A ở dạng retinol hay beta-carotene). Mục tiêu đơn vị quốc tế IU là để so sánh các dạng chế phẩm này sao cho các dạng hoặc chế phẩm khác nhau có cùng tác dụng sinh học sẽ có số lượng IU tương tự nhau. Để làm như vậy, Ủy ban Chuyên gia tiêu chuẩn Sinh học của WHO (tiếng Anh: WHO Expert Committee on Biological Standardization) cung cấp một chế phẩm tham chiếu của tác nhân sinh học, tự ý đặt số lượng IU có trong chế phẩm đó và chỉ định một quy trình sinh học để so sánh các chế phẩm khác của cùng một tác nhân với chế phẩm tham chiếu. Do số lượng IU chứa trong một chất mới được đặt tùy ý, không có sự tương đương giữa các phép đo IU của các tác nhân sinh học khác nhau. Ví dụ, một đơn vị IU vitamin E không thể được coi là bằng với một đơn vị IU vitamin A trong bất kỳ cách so sánh nào.
Mặc dù có tên gọi như thế, IU không phải là một đơn vị SI sử dụng trong vật lý hay hóa học. Cũng không nên nhầm lẫn IU với các đơn vị dùng để đo hoạt độ enzyme, như đơn vị enzyme quốc tế (tiếng Anh: Enzyme unit), viết tắt là U.
Ngoài ra, cũng để không nhầm lẫn chữ "I" với chữ số "1", một số bệnh viện có cũng chủ trương bỏ qua từ "I" hoa, và chỉ sử dụng là U hoặc E khi nói và viết về liều lượng đơn vị này, trong khi cũng có các bệnh viện khác yêu cầu từ "đơn vị" (units) phải được viết ra đầy đủ cả từ Units.

## Xác định giá trị IU của chất
Để xác định đơn vị IU cho một chất, Ủy ban Chuyên gia tiêu chuẩn Sinh học, một tổ chức hợp tác nghiên cứu quốc tế của WHO sử dụng các hệ thống khảo nghiệm khác nhau trong phòng thí nghiệm. Mục tiêu chính của nghiên cứu là đạt được sự đồng thuận về các phương pháp phân tích và phương pháp tiếp cận tiêu chuẩn hóa để có thể so sánh kết quả.
Nghiên cứu được thực hiện bằng cách sử dụng các chế phẩm có độ tinh khiết cao của chất, thường ở dạng đông khô, được gọi là "chế phẩm tham chiếu quốc tế" hay IRPs. Mỗi chế phẩm được chia thành các mẫu được cân chính xác, với mỗi mẫu được lưu trữ trong ống riêng có nhãn mã tương ứng với mẫu IRP nguồn. Các thí nghiệm được thực hiện với các mẫu này và được hiệu chinh theo tiêu chuẩn IU có sẵn trước đó. Những kết quả này có thể khá thay đổi; giá trị IU cuối cùng cho các mẫu của một IRP nhất định được xác định bằng sự đồng thuận. IRP cung cấp kết quả tốt nhất và cho thấy độ ổn định lâu dài tốt nhất được chọn để xác định IU tiếp theo và IRP này sau đó được gọi là "tiêu chuẩn quốc tế."

## Tương đương khối lượng của 1 IU của một số chất
Đối với một số chất, với khối lượng chính xác của một đơn vị IU được định lượng thống nhất. Nhưng cũng từng xảy ra sự khác biệt về đơn vị IU trong một chất hương liệu hoặc một sản phẩm mới được tạo ra. Có khi IU còn được sử dụng như là một đơn vị đếm.
- Insulin: 1 IU là tương đương sinh học của khoảng 0,0347 mg insulin của người[6][7] hay 45,5 microgam insulin tinh thể nguyên chất (chính xác là 1/22 mg).

Điều này cũng đúng với đơn vị insulin cũ là USP, lần đầu tiên do Frederick Banting lần đầu tiên đưa ra năm 1922, đây là một đơn vị (U) của insulin cần thiết để giảm nồng độ đường huyết lúc đói trong một con thỏ đến 0,045 phần trăm (45 mg/dL hoặc 2,5 mmol/L) trong vòng 4 giờ.
- Vitamin A: 1 IU tương đương là 0,3 µg retinol, hoặc 0,6 µg beta-carotene.[8][9][a]
- Vitamin C: 1 IU tương đương 50 µg L-ascorbic acid.
- Vitamin D: 1 IU tương đương 0,025 µg cholecalciferol / ergocalciferol.[10]
- Vitamin E: 1 IU tương đương khoảng 0,667 mg d-alpha-tocopherol (chính xác 2/3 mg), hoặc của 1 mg dl-alpha-tocopherol acetate.[11]
- Oxytocin: 1 IU tương đương 1,68 μg hormone peptide oxytocin nguyên chất.[12]